# 浜松いなさ北インターチェンジ
浜松いなさ北インターチェンジ（はままついなさきたインターチェンジ）は、静岡県浜松市浜名区引佐町東黒田にある三遠南信自動車道（三遠道路）のインターチェンジである。鳳来峡・飯田方面出入口のみのハーフインターチェンジであり、浜松いなさJCT方面へ向かう事は不可。
なお、当ICから浜松いなさJCT方面は有料区間となるため、本線上に浜松いなさ北料金所が設置されている。

## 歴史
- 2011年（平成23年）12月21日：当ICの名称が「引佐北IC」から「浜松いなさ北IC」で正式決定。
- 2012年（平成24年）
  - 3月4日：鳳来峡IC - 浜松いなさ北IC間開通に伴い、供用開始[1][2][3]。
  - 4月14日：浜松いなさ北IC - 浜松いなさJCT間開通に伴い、浜松いなさ北料金所供用開始[4][5]。

## 周辺
- レイク浜松カントリークラブ
- 浜松市立引佐北部中学校
- 浜松市立引佐北部小学校
- 道の駅鳳来三河三石

## 接続する道路
- 直接接続
  - 静岡県道47号引佐六郎沢線

## 料金所

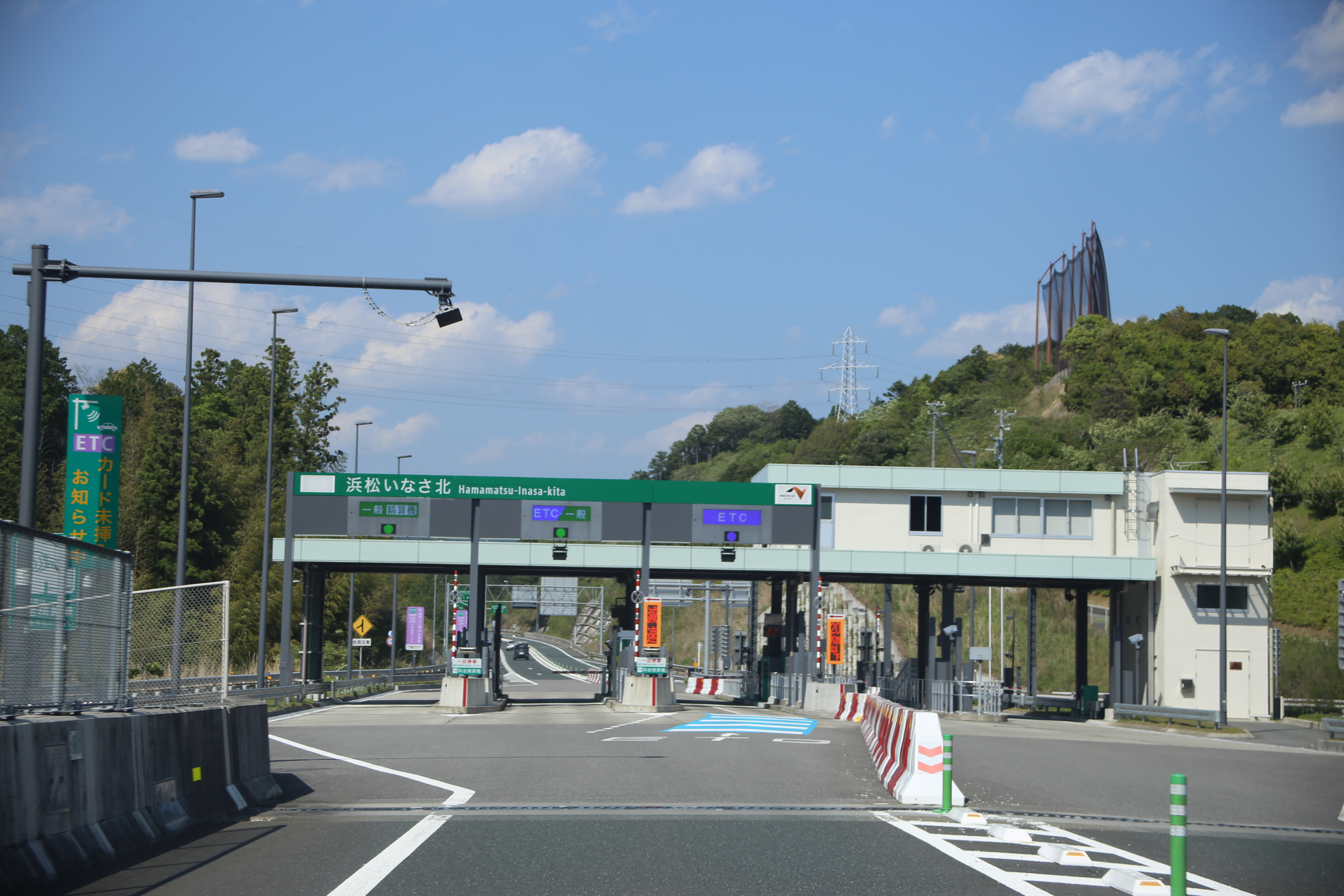
飯田方面料金所（2016年5月）

### 新東名・東名方面
- レーン数：2
  - ETC/一般：2

### 鳳来峡・飯田方面
- レーン数：3
  - ETC専用：1
  - ETC/一般（精算機）：1
  - 一般（精算機）：1

## 隣
E69 三遠南信自動車道
渋川寺野IC（浜松方面のみの出入口） - 浜松いなさ北IC（飯田方面のみの出入口）/浜松いなさ北料金所 - 浜松いなさJCT